# Guerre entre Qaïdu et Kubilai
Division de l'Empire mongol
Batailles
Guerre civile toluid - Guerre entre Qaïdu et Kubilai - Guerre entre Berké et Houlagou Khan - Guerre entre Esen-bouqa et Ayurbarwada Buyantu Khan
La guerre entre Qaïdu et Kubilai est un conflit entre d'une part Qaïdu, le chef de la Maison Ögedei et Khan de facto du Khanat de Djaghataï et d'autre part Kubilai Khan, le fondateur de la Dynastie Yuan, en Chine. Le conflit, qui dure de 1268 à 1301, continue après la mort de Kubilai, Témur Khan, son petit-fils et successeur, continuant de se battre. Cette guerre fait suite à la Guerre civile toluid (1260–1264) et s'achéve par la Division de l'Empire mongol. Lorsque Kubilai meurt en 1294, l'Empire mongol et, de fait, divisé en quatre khanats/empires: La Horde d'or au nord-ouest, le Khanat de Djaghataï au centre, l'Ilkhanat au sud-ouest et la Dynastie Yuan à l'est. Même si Témur Khan finit par faire la paix avec les trois Khanats occidentaux en 1304, après la mort de Kaidu, les quatre khanats ont poursuivi leur propre développement et ont disparu à des moments différents.

## Origines du conflit

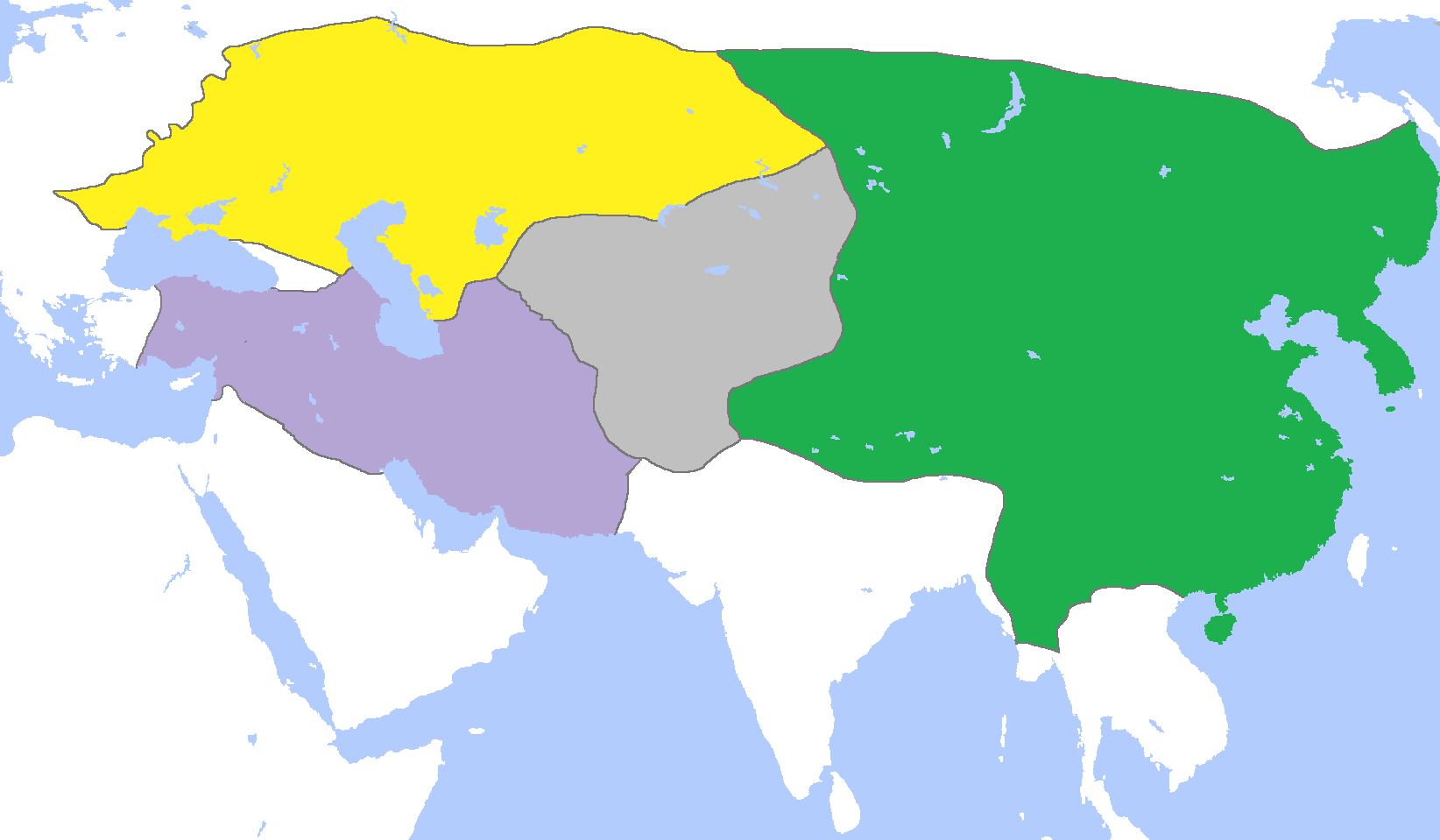
L'Empire mongol divisé en 4 Khanat, vers 1300. Le territoire de la Dynastie Yuan est en vert, celui de la Horde d'or en jaune, celui du Khanat de Djaghataï en gris et celui de l'Ilkhanat en mauve.

Après la Guerre civile toluid, Kubilai Khan convoque Qaïdu à sa cour, qui est installée à Cambaluc (l'actuelle Pékin). Mais, bien qu'il ait été un allié de poids de l'empereur de Chine lors de ladite guerre, Qaïdu ne donne pas suite à la convocation de Kubilai. Ce geste de défiance et d'inimitié fait de Qaïdu un obstacle aux ambitions de Kubilai, qui cherche a affirmer sa position de Khagan et contrôler l'Empire mongol tout entier.

## Déroulement
Kubilai réagit en 1266, en envoyant Baraq en Asie centrale pour prendre le trône du Khanat de Djaghataï; mais presque immédiatement ce dernier rejette l'autorité de Kubilai comme Grand Khan et commence à se battre pour son propre compte. Qaïdu et Baraq s'affrontent pendant un court laps de temps, jusqu’à ce que Qaïdu prenne le contrôle de la région situé autour de Boukhara et ne réussisse à convaincre Baraq d'attaquer l'Ilkhanat, un allié de Kubilai Khan. Dans la foulée, les deux nouveaux associés concluent vers l'an 1267 une alliance avec Mengü Temür, le khan de la Horde d'or, contre la dynastie Yuan et l'Ilkhanat. Mais la guerre commence mal pour cette nouvelle alliance, car Baraq subit une grande défaite à Hérat le 22 juillet 1270 contre les troupes de l'Ilkan Abaqa. Baraq meurt peu de temps après, alors qu'il est en route pour rencontrer Qaïdu et subir les conséquences de son échec. Après la mort de leur père, les fils de Baraq se rebellent contre Qaïdu mais ils finissent tous par être vaincus. Malgré les déconvenues de feu son associé, Qaïdu progresse et étend son territoire, obtenant la soumission de presque tous les princes Djaghataïdes, y compris Moubarak Shah, qui le reconnaissent comme leur maître suprême. La plus grande partie des princes qui ne le reconnaissent pas partent se réfugier au sein de l'Ilkhanat. Mais même s'il obtient leur soumission, Qaïdu se heurte à une forte résistance des princes Djaghataïdes lorsqu'il s'agit de gouverner leurs territoires. Ainsi, les princes mongols, comme Negübei qu'il nomme khan de la Maison de Chagatai, se révoltent plusieurs fois. Qaïdu ne réussit vraiment a contrôler la région qu'à partir de 1282, lorsqu'il éléve le prince Duwa au rang de Khan et qu'il en fait son bras droit.
Ces problèmes internes n’empêchent pas Qaïdu de continuer à combattre Kubilai Khan. En 1275, il envahit Ürümqi et exige la soumission des habitants de la ville, mais l'Idiqut, qui est alors un vassal des Yuan, résiste. Kubilai réagit en envoyant une armée de secours pour expulser les troupes de Qaïdu de la région. Le fils de fils de Kubilai Nomoghan et des généraux occupent Almaliq entre 1266 et 1276, pour empêcher que la ville ne soit prise par les troupes Djaghataides. En 1277, un groupe de princes Gengiskhanides, dirigés par Shiregi, le fils de Möngke, se révolte et enlève les deux fils de Kubilai, ainsi que son général Antong. Les rebelles livrent Antong à Qaïdu et les princes à Mengü Temür. Kubilai Khan riposte en envoyant une armée, qui repousse les troupes de Shiregi à l'ouest des monts Altaï, et en renforçant les garnisons Yuan présente en Mongolie et dans la région qui correspond actuellement au Xinjiang. Malgré ce déploiement de forces, Kaidu prend le contrôle d'Almaliq. Mais cette victoire a un arrière-goût amer pour le Khan de Djaghataï, car après la mort de Mengü Temür, Nogaï et les nouveaux dirigeants de la Horde d'or font la paix avec Kubilai en 1284, puis avec l'Ilkhan Ahmad Teküder. Pour compenser cette défection, Qaïdu cherche à obtenir le soutien militaire des Jochides, et pour y arriver, dès le début des années 1290, il parraine son propre candidat, Kobek, pour le trône de l'aile gauche de la Horde d'Or. Durant les années qui suivent, les troupes de la Horde d'Or affrontent celles de Kobek, soutenues par l'armée de Qaïdu, à plusieurs reprises.
En 1293, Tutugh, un commandant Kipchak de Kubilai Khan occupe le tumen Baarin, des alliés de Qaïdu, sur la rivière Ob. Kubilai Khan meurt l'année suivante et est remplacé par son petit-fils, Témur Khan. À partir de 1298, Douwa, le prince Djaghataide qui règne sur la Transoxiane, augmente le nombre de raids qu'il lance contre les territoires de la dynastie Yuan. Il lance une attaque surprise contre la garnison Yuan commandée par Kokechu, l'oncle de Temür, en Mongolie, et captura Korguz de l'Ongud, le gendre de Temür, alors que lui et ses commandants sont ivres. Cependant, ces réussites sont de courte durée et Douwa est vaincu par une armée Yuan commandée par Ananda lors d'une bataille qui a lieu au Gansu. À l'issue des combats, son beau-fils et plusieurs de ses proches parents sont faits prisonniers. Bien que Douwa et les généraux Yuan conviennent d'échanger leurs prisonniers, Douwa et Qaïdu exécutent Korguz pour se venger et trompent les officiels Yuan.
Afin de réorganiser et renforcer le système de défense Yuan en Mongolie, Temür nomme Khayishan, le fils de Darmabala, à la place de Kokechu. Peu de temps après, une armée Yuan vainc Qaïdu lors d'une bataille qui a lieu au sud de l'Altaï. Cependant, en 1300, Qaïdu prend sa revanche et vainc à son tour les troupes de Khayishan, puis, avec Douwa, il lève une grande armée pour attaquer Karakorum, la capitale de la Mongolie, l'année suivante. L'armée Yuan envoyée défendre la ville subi de lourdes pertes, alors qu'aucun des deux camps n'arrive à remporter une victoire décisive lors de la bataille qui a lieu en septembre 1301. Douwa est blessé lors des combats et Qaïdu meurt peu après.

## Conséquences
Lorsqu'il meurt, cela fait plus de trente ans que Qaïdu mène une guerre presque continue contre Kubilai et son successeur Temür. La guerre entre Qaïdu et Kubilai a effectivement aggravé la fragmentation de l'Empire mongol, même si une paix signée en 1304 met fin au conflit et établit la suzeraineté nominale des empereurs Yuan (ou Khagans) sur les khanats occidentaux.

## Lire également
- Dynastie Yuan en Asie Centrale